# Top Quality Bones and a Little Terrorist
Top Quality Bones and a Little Terrorist är ett musikalbum av artisten Britta Persson och är utgivet 2006 av Bonnier Amigo. Skivan är Perssons debutskiva. Låten "Winter Tour" släpptes som singel.

## Låtlista
Alla låtar är skrivna av Britta Persson.
1. "Winter Tour" - 3.09
2. "This Spring" - 5.12
3. "Low or Wine" - 4.17
4. "Oh How Wrong" - 3.51
5. "First Class" - 4.21
6. "You Are Not My Boyfriend" - 1.47
7. "Finger Is Up" - 3.03
8. "Bellamy Straat Straat" - 2.35
9. "Bummer Summer" - 6.25
10. "Train Song" - 3.31

Total tid: 27.45 minuter

## Musiker
- Britta Persson
- Kristofer Åström
- Peter Hermansson
- Per Nordmark
- Joanna Eriksson
- Mattias Friberg

## Listplaceringar
| Lista (2006) | Topplacering |
| ------------ | ------------ |
| Sverige      | 53           |

### Fotnoter
1. ↑  Placeringar på den svenska albumlistan